# زهرة الهيكل
زهرة الهيكل دبيفيليا جرايي (باللاتينية: Diphylleia grayi) هي زهرة بيضاء تصبح شفافة عندما تتصل بالمياه.
خلال موسم المطر، تتحول هذه الأزهار إلى شفافة لامعة تشبه الكريستال في ظاهرة المدهشة، ولذلك يطلق عليها إسمها «زهرة الهيكل العظمي».
تنمو هذه الأزهار بشكل عام في المناطق الرطبة والجبلية في اليابان والصين. ويتم التعرف عليها من خلال أوراقها الكبيرة التي تشبه المظلة وزهورها البيضاء اللؤلؤية. هذا النوع من الأزهار دائم ويمكنه النمو حتى يصل ارتفاعه إلى 0.4 متر. تتفتح هذه الزهور في الفترة من منتصف الربيع حتى أوائل الصيف، وعندما تبتل بمياه الأمطار تبدأ بفقدان لونها الأبيض وتصبح شفافة تماما. وعندما تجف، تعود مرة أخرى إلى لونها الأبيض الأصلي.